# José Dammert Bellido
José Antonio Dammert Bellido (* 20. August 1917 in Lima, Peru; † 10. September 2008 ebenda) war Bischof der peruanischen Diözese Cajamarca. Er galt als erster „Indiokatechet“ der Welt.

## Leben
José Antonio Dammert Bellido, dessen Großvater aus Hamburg ausgewandert war, studierte in Pavia und Rom Rechtswissenschaften und Kanonisches Recht. An der Universität Pavia wurde er in Zivilrecht promoviert. 1934 besuchte er erstmals Deutschland. 1938 wurde er Generalsekretär an der Pontificia Universidad Católica del Perú in Lima und Professor für Römisches Recht, später auch noch für Kirchenrecht und Kirchengeschichte. Zudem war er Präsident der „Katholischen Jugend“ der Erzdiözese Lima. Parallel studierte er von 1941 bis 1946 Theologie am Seminar Santo Toribio in Lima und empfing die Priesterweihe am 21. Dezember 1946. Von 1952 bis 1958 war er Vizerektor der Universität.
Papst Pius XII. ernannte ihn 1958 zum Titularbischof von Amathus in Palaestina und bestellte ihn zum Weihbischof im Erzbistum Lima. Die Bischofsweihe spendete ihm am 15. Mai 1958 der Erzbischof von Lima und spätere Kardinal Juan Landázuri Ricketts OFM; Mitkonsekratoren waren Carlos Alberto Arce Masías, Bischof von Piura in Peru, und Fidel Mario Tubino Mongilardi, Weihbischof in Lima. Von 1957 bis 1962 war er erster Generalsekretär der peruanischen Bischofskonferenz.
Johannes XXIII. ernannte ihn 1962 zum Bischof des Bistums Cajamarca. Auf dem Vaticanum II von 1962 bis 1965 war er Teilnehmer aller vier Sitzungsperioden.
Seinem altersbedingten Rücktrittsgesuch wurde 1992 durch Johannes Paul II. stattgegeben.

## Wirken
„Don Pepe“ war maßgebend für den kirchlichen Aufbruch in Lateinamerika nach dem Zweiten Vatikanischen Konzil, vor allem mit seinem wesentlichen Engagement in der CELAM. Von 1990 bis 1992 war er Präsident der peruanischen Bischofskonferenz.
Das von ihm geführte Bistum Cajamarca besaß internationales Ansehen und war Wegweiser für die einheimischen Kirchen. Dammert Bellido wurde wegen der Arbeit mit den Ärmsten in den Elendsvierteln von Cajamarca, einem Ort mit den größten Goldvorkommen Amerikas und den profitabelsten der Welt, auf eine Stufe mit Hélder Câmara und Leonidas Proaño gestellt. Er lehnte Insignien bischöflicher Macht und Wappen ab und fühlte sich dem Geist von Charles de Foucauld verpflichtet. Mit Papst Paul VI. war Bischof Dammert freundschaftlich verbunden.
Seine Mutter war die Gründerin der Acción Católica für Frauen in Peru.

## Schriften (Auswahl)
- Procesos por supersticiones en la provincia de Cajamarca en la segunda mitad del siglo XVII. In: Allpanchis. Revista del Instituto de Pastoral Andina, ISSN 0252-8835, Bd. 6 (1974), S. 179–200.
- Procesos por supersticiones en la provincia de Cajamarca en la segunda mitad del siglo XVIII. In: Allpanchis. Revista del Instituto de Pastoral Andina, Bd. 20 (1984), S. 177–184.
- Pastoral rural Cajamarca – Celebraciones de la vida cristiana. Publicaciones del Obispado, Cajamarca 1980.
- Veinticinco años al servicio de la iglesia. Centro de Estudios y Publicaciones (CEP), Lima 1983.
- Cajamarca durante la guerra del Pacífico. Publicaciones del Obispado, Cajamarca 1983.
- Reflexiones de Semana Santa. Centro de Estudios y Publicaciones (CEP), Lima 1987.
- Evangelização nos concílios limenses. In: Revista Eclesiástica Brasileira, Jg. 47 (1987), Heft 185, S. 75–82.
- Arzobispos limenses evangelizadores (= Colección Quinto Centenario, Bd. 12). Consejo Episcopal Latinoamericano (CELAM), Bogotá 1987.
- Primera evangelización y pastoral hoy (= Colección Quinto Centenario, Bd. 22). Consejo Episcopal Latinoamericano (CELAM), Bogotá 1988.
- Camino de pastoral en el Perú (= Colección Quinto Centenario, Bd. 34). Consejo Episcopal Latinoamericano (CELAM), Bogotá 1989.
- Crónica de Medellín. In: Medellín. Teología y pastoral para América Latina, ISSN 0121-4977, Jg. 15 (1989), Heft 58/59, S. 18–20.
- El clero diocesano en el siglo XVI. In: Revista peruana de historia eclesiástica, Bd. 2: Primera evangelización del Perú (1992), S. 211–232.
- Clero diocesano y población andina. In: Revista peruana de historia eclesiástica, Bd. 3 (1993), S. 11–27.
- Los obispos y la iglesia del Sur Andino. Comentario a „La senal de cada momento: documentos de los obispos del Sur Andino, 1969–1994“. In: Allpanchis. Revista del Instituto de Pastoral Andina, Bd. 43/44 (1994), S. 561–567.
- Don Feliciano de Vega (1580–1639), criollo jurista, maestro y prelado. In: Revista peruana de historia eclesiástica, Bd. 4 (1995), S. 21–53.
- Diócesis peruanas en el siglo XIX. In: Revista peruana de historia eclesiástica, Bd. 5 (1996), S. 9–32.
- Circunscripciones eclesiásticas. In: Revista peruana de historia eclesiástica, Bd. 6 (1998), S. 9–32.